# Álex Sánchez
Alejandro 'Álex' Sánchez López (Zaragoza, 6 juni 1989  is een Spaans voetballer die doorgaans als aanvaller speelt. Hij verruilde CD Tudelano in januari 2018 voor Sydney Olympic.

## Carrière
Sánchez debuteerde op zondag 8 november 2009 in de Primera División toen coach Marcelino van Real Zaragoza hem in het uitduel bij Valencia CF na 75 minuten liet invallen voor Ángel Lafita. Álex werd geboren zonder rechterhand, waardoor hij volgens de Spaanse krant Marca de eerste speler ooit was in de hoogste Spaanse voetbalcompetitie met een dergelijke handicap.
Voor 8 november 2009 behoorde Álex driemaal eerder tot de selectie van Real Zaragoza, maar die keren kreeg hij geen speelminuten. Voor zijn officiële debuut maakte hij twaalf doelpunten in tien duels in het tweede team De wedstrijd bij Valencia ging met 3–1 naar de thuisploeg. Álex scoorde niet, maar kreeg geel voor een schwalbe.